# Villa Deliella
La Villa Deliella est un ancien bâtiment Art nouveau situé sur la Piazza Francesco Crispi, à Palerme. Résidence de la famille des princes de Deliella, de style Art nouveau conçu par l'architecte Ernesto Basile, elle est démolie en 1959 lors du sac de Palerme.

## Historique

### Construction
Le bâtiment est situé sur la Piazza Croci (piazza Francesco Crispi). Il est construit entre 1905 et 1909 par Salvatore Rutelli selon les plans établis en 1898 par Ernesto Basile, chef de file du style Liberty à Palerme, et aménagé par le Studio Ducrot avec des majoliques et des garde-corps en fer forgé, des frises, des boiseries, du mobilier et des tapisseries.
Ses propriétaires sont Anna Drogo et Nicolò Lanza Branciforte, 1er prince de Deliella, frère de Giuseppe et de Pietro Lanza di Scalea. Leur mariage arrangé, entre une famille rurale enrichie par l'achat d'importants fiefs, et le benjamin sans ressources importantes d'une puissance famille aristocratique sicilienne, n'est pas heureux, et ils vivent essentiellement séparés, lui dans la villa, elle dans ses terres du centre de la Sicile.

### Destruction
Dans un contexte d'exode rural postérieur à la Seconde Guerre mondiale, la population de Palerme a augmenté de 100 000 nouveaux habitants tous les 10 ans, poussant la municipalité à concevoir un nouveau plan directeur favorisant la construction de logements. Élaboré à partir de 1956 par des architectes et des universitaires, il doit concevoir une ville moderne et respectueuse des espaces verts existants et du patrimoine architectural.
À cette époque, la villa, propriété du baron Franco Lanza di Scalea, fait l'objet en 1954 d'un projet de classement comme bien culturel par le Département du patrimoine culturel de la région sicilienne, en tant qu'œuvre de Basile, visant à en faire un jardin public par expropriation ou acquisition par la ville. Cependant, la protection est annulée par le Conseil d'État, car elle ne peut s'appliquer qu'aux bâtiments de plus de 50 ans, donc après le 1er janvier 1960 pour la villa, et le plan directeur de 1959 modifie l'affectation de la zone d'espace vert public en zone privée. 
Or, la perspective de développement immobilier aiguise les appétits. Le 28 novembre 1959, le conseil municipal, mené par le maire Salvo Lima et son conseiller pour les travaux publics Vito Ciancimino, approuve donc la démolition du bâtiment qui est engagée l'après-midi même et ne dure que deux jours, ne laissant que le plancher de la cave et les fondations sous la rue actuelle. 
Cette destruction suscite l'indignation de plusieurs intellectuels, dont le critique d'art Giulio Carlo Argan et l'historien de l'architecture Bruno Zevi qui la qualifient, dans un article de L'Espresso, d'« acte de banditisme d'un nouveau genre », et devient le premier acte et un symbole du sac de Palerme.

### Musée du Liberty
Le terrain n'est finalement pas loti, laissant la place à un parking, resté la propriété des héritiers du prince Lanza di Scalea. 
En 2015, la proposition par deux jeunes architectes de reconstruire la Villa Deliella selon les plans de Basile, pour abriter un Musée de l'Art Nouveau, crée un large débat sans aboutir, la région prévoyant d'y construire un bâtiment moderne comme écrin muséal.